# Lodewijk II van Hessen-Darmstadt
Lodewijk II (Darmstadt, 26 december 1777 – aldaar 16 juni 1848) was van 1830 tot 1848 groothertog van Hessen en Rijn-Hessen. Hij was de oudste zoon van groothertog Lodewijk I en Louisa Henrietta Carolina van Hessen-Darmstadt, dochter van George Wilhelm van Hessen-Darmstadt en Maria Luise Albertine van Leiningen-Dagsburg-Falkenburg, kleindochter van landgraaf Lodewijk VIII van Hessen-Darmstadt.
Hij huwde op 19 juni 1804 met Wilhelmina Louise van Baden, jongere zuster van Karel van Baden. De periode vóór zijn troonsbestijging bracht hij meestal teruggetrokken door te Darmstadt. Het was hem niet toegestaan aan de eigenlijke regeringszaken deel te nemen. Hij woonde slechts de vergaderingen van de Eerste Kamer bij en was sinds 1823 lid van de staatsraad.
Hij besteeg de Hessische troon op 6 april 1830 en raakte meteen met de stenden in conflict, daar hij zijn aanzienlijke persoonlijke schulden aan de staatsschuld wilde toevoegen. Dit conflict zou door zijn groeiende reactionaire gezindheid zijn gehele heerschappij voortduren. Omdat hij niet was opgewassen tegen de gebeurtenissen in het revolutiejaar 1848 benoemde hij op 5 maart van dat jaar zijn zoon Lodewijk tot mederegent. Hij stierf kort daarna op 16 juni 1848, waarna zijn zoon hem als Lodewijk III opvolgde.
Uit zijn huwelijk met Wilhelmina Louise werden vijf kinderen geboren:
- Lodewijk III (1806-1877), groothertog
- Karel Willem Lodewijk (1809-1877), huwt met Elisabeth van Pruisen en is de vader van Lodewijk IV
- Amalia Elisabeth Louise Caroline Frederika Wilhelmina (1821-1826)
- Alexander Lodewijk George Frederik Emile (1823-1888), noemde zich later Battenberg, vader van Alexander van Bulgarije
- Maximiliane Wilhelmina Augusta Sophie Marie (1824-1880), Marie Alexandrovna, gehuwd met tsaar Alexander II van Rusland

## Voorvaderen
| Lodewijk IV van Hessen-Darmstadt             | Lodewijk IV van Hessen-Darmstadt                                                                                         | Lodewijk IV van Hessen-Darmstadt                                                                                         | Lodewijk IV van Hessen-Darmstadt                                                                    | Lodewijk IV van Hessen-Darmstadt                                                                    | Lodewijk IV van Hessen-Darmstadt                                                                                         | Lodewijk IV van Hessen-Darmstadt                                                                                         | Lodewijk IV van Hessen-Darmstadt                                                                                           | Lodewijk IV van Hessen-Darmstadt                                                                                           |
| -------------------------------------------- | --- | --- | --------------------------------------------------------------------------------------------------- | --------------------------------------------------------------------------------------------------- | --- | --- | --- | --- |
| Overgrootouders                              | Lodewijk VIII van Hessen-Darmstadt (1691-1768) ∞ Charlotte Christina Magdalene Johanna van Hanau-Lichtenberg (1700-1726) | Lodewijk VIII van Hessen-Darmstadt (1691-1768) ∞ Charlotte Christina Magdalene Johanna van Hanau-Lichtenberg (1700-1726) | Christiaan III van Palts-Zweibrücken (1674-1735) ∞ Carolina van Nassau-Saarbrücken (1704–1774)      | Christiaan III van Palts-Zweibrücken (1674-1735) ∞ Carolina van Nassau-Saarbrücken (1704–1774)      | Lodewijk VIII van Hessen-Darmstadt (1691-1768) ∞ Charlotte Christina Magdalene Johanna van Hanau-Lichtenberg (1700-1726) | Lodewijk VIII van Hessen-Darmstadt (1691-1768) ∞ Charlotte Christina Magdalene Johanna van Hanau-Lichtenberg (1700-1726) | Christian Karl Reinhard van Leiningen-Dagsburg-Falkenburg (1695-1766) ∞ Katharina Polyxena van Solms-Rödelheim (1702-1765) | Christian Karl Reinhard van Leiningen-Dagsburg-Falkenburg (1695-1766) ∞ Katharina Polyxena van Solms-Rödelheim (1702-1765) |
| Grootouders                                  | Lodewijk IX van Hessen-Darmstadt (1719-1790) ∞ Henriëtte Caroline van Palts-Zweibrücken (1721-1774)                      | Lodewijk IX van Hessen-Darmstadt (1719-1790) ∞ Henriëtte Caroline van Palts-Zweibrücken (1721-1774)                      | Lodewijk IX van Hessen-Darmstadt (1719-1790) ∞ Henriëtte Caroline van Palts-Zweibrücken (1721-1774) | Lodewijk IX van Hessen-Darmstadt (1719-1790) ∞ Henriëtte Caroline van Palts-Zweibrücken (1721-1774) | George Wilhelm van Hessen-Darmstadt (1722-1782) ∞ Maria Luise Albertine van Leiningen-Dagsburg-Falkenburg (1729–1818)    | George Wilhelm van Hessen-Darmstadt (1722-1782) ∞ Maria Luise Albertine van Leiningen-Dagsburg-Falkenburg (1729–1818)    | George Wilhelm van Hessen-Darmstadt (1722-1782) ∞ Maria Luise Albertine van Leiningen-Dagsburg-Falkenburg (1729–1818)      | George Wilhelm van Hessen-Darmstadt (1722-1782) ∞ Maria Luise Albertine van Leiningen-Dagsburg-Falkenburg (1729–1818)      |
| Ouders                                       | Lodewijk I van Hessen-Darmstadt (1753-1830) ∞ Louisa van Hessen-Darmstadt (1761-1829)                                    | Lodewijk I van Hessen-Darmstadt (1753-1830) ∞ Louisa van Hessen-Darmstadt (1761-1829)                                    | Lodewijk I van Hessen-Darmstadt (1753-1830) ∞ Louisa van Hessen-Darmstadt (1761-1829)               | Lodewijk I van Hessen-Darmstadt (1753-1830) ∞ Louisa van Hessen-Darmstadt (1761-1829)               | Lodewijk I van Hessen-Darmstadt (1753-1830) ∞ Louisa van Hessen-Darmstadt (1761-1829)                                    | Lodewijk I van Hessen-Darmstadt (1753-1830) ∞ Louisa van Hessen-Darmstadt (1761-1829)                                    | Lodewijk I van Hessen-Darmstadt (1753-1830) ∞ Louisa van Hessen-Darmstadt (1761-1829)                                      | Lodewijk I van Hessen-Darmstadt (1753-1830) ∞ Louisa van Hessen-Darmstadt (1761-1829)                                      |
| Lodewijk II van Hessen-Darmstadt (1777-1848) | | | | | | | | |

- Gemeinsame Normdatei: 102223262
- Virtual International Authority File: 42226393
- WorldCat: E39PBJdCtr6MtBHb7hF9XW6tKd